# Micragrotis interstriata
Micragrotis interstriata là một loài bướm đêm thuộc họ Noctuidae. Nó được tìm thấy ở châu Phi, bao gồm Zimbabwe và Nam Phi.